# Vila urbană de pe str. Mihai Eminescu, 13A (Chișinău)
Vila urbană de pe str. Mihai Eminescu, 13A este o clădire amplasată pe str. Mihai Eminescu, 13A în Chișinău, Republica Moldova. Este un monument arhitectural și de artă de importanță națională inclus în Registrul monumentelor Republicii Moldova ocrotite de stat cu nr. 359 (municipiul Chișinău). Datează de la înc. sec. XX.